# Cratere Uzer
Uzer  è un cratere sulla superficie di Marte.